# Folklore: The Long Pond Studio Sessions (album)
Folklore: The Long Pond Studio Sessions è il quarto album dal vivo della cantante statunitense Taylor Swift, pubblicato il 22 aprile 2023 dalla Republic Records.

## Descrizione
Distribuito in occasione dell'annuale Record Store Day, contiene l'intera esecuzione dal vivo dell'ottavo album in studio Folklore originariamente resa disponibile digitalmente nel novembre 2020 come parte dell'edizione speciale dell'album uscita in concomitanza con l'omonimo documentario.

## Tracce
1. The 1 – 3:39 (Taylor Swift, Aaron Dessner)
2. Cardigan – 3:50 (Taylor Swift, Aaron Dessner)
3. The Last Great American Dynasty – 3:52 (Taylor Swift, Aaron Dessner)
4. Exile (feat. Bon Iver) – 4:39 (Taylor Swift, William Bowery, Justin Vernon)
5. My Tears Ricochet – 4:55 (Taylor Swift, Jack Antonoff)
6. Mirrorball – 3:57 (Taylor Swift, Jack Antonoff)
7. Seven – 3:28 (Taylor Swift, Aaron Dessner)
8. August – 4:20 (Taylor Swift, Jack Antonoff)
9. This Is Me Trying – 3:29 (Taylor Swift, Jack Antonoff)
10. Illicit Affairs – 3:03 (Taylor Swift, Jack Antonoff)
11. Invisible String – 4:17 (Taylor Swift, Aaron Dessner)
12. Mad Woman – 3:58 (Taylor Swift, Aaron Dessner)
13. Epiphany – 4:34 (Taylor Swift, Aaron Dessner)
14. Betty – 4:50 (Taylor Swift, William Bowery)
15. Peace – 3:34 (Taylor Swift, Aaron Dessner)
16. Hoax – 3:41 (Taylor Swift, Aaron Dessner)
17. The Lakes – 3:19 (Taylor Swift, Jack Antonoff)

## Formazione
Hanno partecipato alle registrazioni, secondo le note di copertina:
Musicisti
- Taylor Swift – voce, chitarra acustica (tracce 1, 3, 6, 7 e 11)
- Aaron Dessner – pianoforte (tracce 1, 4, 12 e 13), upright piano (tracce 2, 3, 5, 7, 15 e 16), chitarra e OP1 (traccia 5), chitarra elettrica (tracce 6, 8 e 9), bass pedals (tracce 6, 8, 9 e 17), drum machine (tracce 7 e 8), high string guitar (tracce 10, 14 e 17), chitarra acustica (traccia 11), bordone (traccia 13), basso elettrico (traccia 15)
- Jack Antonoff – chitarra acustica (tracce 1, 6, 8, 10, 12, 14 e 17), bass pedals (tracce 1, 2, 4, 12 e 13), pianoforte (tracce 2, 5 e 9), batteria (tracce 3 e 7), chitarra elettrica (tracce 4 e 13), mellotron (traccia 6), high string guitar (traccia 11), drum machine (traccia 12), pulse (traccia 13 e 15), basso elettrico (traccia 15)
- Justin Vernon – voce (traccia 4)

Produzione
- Taylor Swift – produzione esecutiva, produzione
- Aaron Dessner – produzione
- Jack Antonoff – produzione
- Jonathan Low – registrazione
- Christopher Rowe – missaggio
- Randy Merrill – mastering
- Ryan Smith – mastering vinile

## Classifiche
| Classifica (2023) | Posizione massima |
| ----------------- | ----------------- |
| Croazia           | 2                 |
| Danimarca         | 12                |
| Ungheria          | 5                 |